# Pes semipesant
Pes semipesant és una categoria competitiva de la boxa i d'altres esports de combat, la qual agrupa competidors de pes considerable. A la boxa professional la categoria abasta els púgils que pesen més de 76,205 quilos (168 lb) i menys de 79,378 quilos (175 lb). A la boxa d'aficionats (homes majors) la categoria abasta els boxejadors que pesen més de 75 quilos (165,35 lb) i menys de 81 quilos (178,57 lb).
Pel que fa a la boxa professional, la categoria immediata anterior és el pes supermitjà i la immediata superior el pes creuer. Quant a la boxa d'aficionats, la categoria immediata anterior és el pes mitjà i la immediata superior el pes pesant.
El pes semipesant és una de les vuit categories tradicionals de la boxa: mosca, gall, ploma, lleuger, wèlter,  mitjà, semipesant i pesant.
El terme també és sovint utilitzat per designar una categoria d'altres esports de combat com el kickboxing i el taekwondo.

## Història
La categoria de semipesant ha produït alguns dels grans campions de la boxa com Tommy Loughran, Billy Conn, Joey Maxim, Archie Moore, Bob Foster, Michael Spinks, Bernard Hopkins i Roy Jones, Jr, entre d'altres.
Des d'un inici, molts campions semipesants van intentar conquerir també la corona de pes pesant. El primer a aconseguir-ho va ser Michael Spinks. Un cas particular és el de Bob Fitzsimmons qui va guanyar el títol semipesant després de perdre el seu títol a la categoria màxima. Un altre cas especial va ser el de l'argentí Arturo "El Mono" Rodríguez Jurado, qui després de quedar eliminat en primera ronda als Jocs Olímpics de 1924 dins la categoria semipesant, es va inscriure als Jocs Olímpics de 1928 guanyant la medalla d'or per knockout.

## Dones i cadets
A la boxa professional no hi ha diferències entre homes i dones, pel que fa als límits entre les categories, amb l'aclariment que entre les dones no existeix la categoria de pes superpesant i, per tant, la categoria màxima és pes pesant.
A la boxa d'aficionats sí que hi ha diferències en els límits de les categories, entre els homes majors (adults i juniors), pel que fa a les dones i els cadets (menors d'edat). En el cas de la boxa femenina de la categoria semipesant és la següent:
- Límit inferior: 69 quilos.
- Límit superior: 75 quilos.

## Campions professionals
Els campions mundials més recents de la categoria són:
| Campions mundials recents de pes semipesant | Campions mundials recents de pes semipesant | Campions mundials recents de pes semipesant | Campions mundials recents de pes semipesant | Campions mundials recents de pes semipesant | Campions mundials recents de pes semipesant |
| Associació                                  | Des de                                      | Campió                                      | País                                        | Rècord                                      | Defenses                                    |
| ------------------------------------------- | ------------------------------------------- | ------------------------------------------- | ------------------------------------------- | ------------------------------------------- | ------------------------------------------- |
| WBC                                         | 11 de juliol de 2008                        | Adrian Diaconu                              | Romania                                     | 25–0 (15 KO)                                | 0                                           |
| WBA                                         | 20 de juny de 2009                          | Gabriel Campillo                            | Espanya                                     | 19-2 (6 KO)                                 | 1                                           |
| IBF                                         | 12 d'abril de 2008                          | Antonio Tarver                              | EUA                                         | 27-4 (19 KO)                                | 0                                           |
| WBO                                         | 17 de gener de 2004                         | Zsolt Erdei                                 | Hongria                                     | 29-0 (17 KO)                                | 10                                          |

## Campions aficionats

### Campions olímpics
- Jocs Olímpics de 1920 –  Eddie Eagan
- Jocs Olímpics de 1924 –  Harry Mitchell
- Jocs Olímpics de 1928 –  Víctor Avendaño
- Jocs Olímpics de 1932 –  David Carstens
- Jocs Olímpics de 1936 –  Roger Michelot
- Jocs Olímpics de 1948 –  George Hunter
- Jocs Olímpics de 1952 –  Norvel Lee
- Jocs Olímpics de 1956 –  James Boyd
- Jocs Olímpics de 1960 –  Cassius Clay (després Muhammad Ali)
- Jocs Olímpics de 1964 –  Cosimo Pinto
- Jocs Olímpics de 1968 –  Danas Pozniakas
- Jocs Olímpics de 1972 –  Mate Parlov
- Jocs Olímpics de 1976 –  Leon Spinks
- Jocs Olímpics de 1980 –  Slobodan Kacar
- Jocs Olímpics de 1984 –  Anton Josipovic
- Jocs Olímpics de 1988 –  Andrew Maynard
- Jocs Olímpics de 1992 –  Torsten May
- Jocs Olímpics de 1996 –  Vassiliy Jirov
- Jocs Olímpics de 2000 –  Aleksandr Lebziak
- Jocs Olímpics de 2004 –  Andre Ward
- Jocs Olímpics de 2008 –  Zhang Xiaoping